# On va s'aimer
On va s'aimer es una película francesa dirigida por Ivan Calbérac.

## Argumento
Laurent (Julien Boisselier), Élodie (Alexandra Lamy), Camille (Mélanie Doutey) y François (Gilles Lellouche) son unos amigos que viven el amor, la amistad y el sexo de forma natural.

## Comentarios
Es un remake de la película musical española del 2005 El otro lado de la cama dirigida por Emilio Martínez Lázaro.